# Roccareonile
Roccareonile (anche Colleiano-Roccareonile) è una frazione del comune di Roccafluvione, in Provincia di Ascoli Piceno, nelle Marche.  La frazione è situata a sud della sede comunale in una zona montuosa e ricca di vegetazione.
Fino al 1866 era un comune autonomo, unito con Osoli e Roccacasaregnana per la costituzione del nuovo comune di Roccafluvione ed in parte confluito in quello di Comunanza.